# Onychogomphus meghalayanus
Onychogomphus meghalayanus är en trollsländeart som beskrevs av Lahiri 1987. Onychogomphus meghalayanus ingår i släktet Onychogomphus och familjen flodtrollsländor. IUCN kategoriserar arten globalt som otillräckligt studerad. Inga underarter finns listade i Catalogue of Life.